# Synema tadzhikistanicum
Synema tadzhikistanicum är en spindelart som beskrevs av Aleksander Stepanovich Utochkin 1960. Synema tadzhikistanicum ingår i släktet Synema och familjen krabbspindlar. Inga underarter finns listade i Catalogue of Life.